# Bartolomé de Torres Naharro

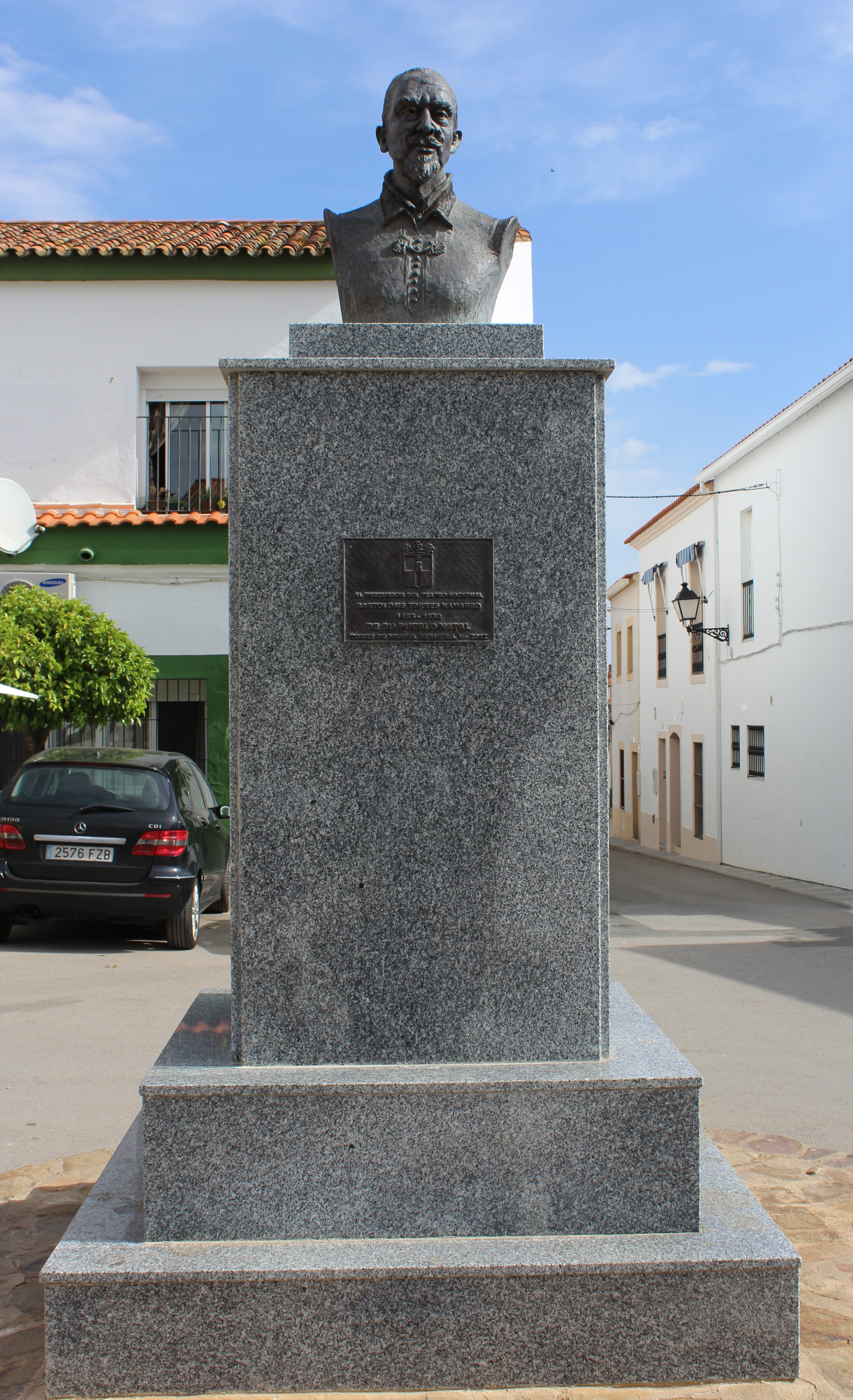
Statue in seiner Heimatstadt (Aufschrift: Al precursor del teatro nacional Bartolomé Torres Naharro 1485-1530 de su pueblo natal. Torre de Miguel Semero. V - 2012; dt. „Dem Vorläufer des Nationaltheaters Bartolomé Torres Naharro 1485-1530 von seiner Heimatstadt. Torre de Miguel Sesmero. V - 2012“)

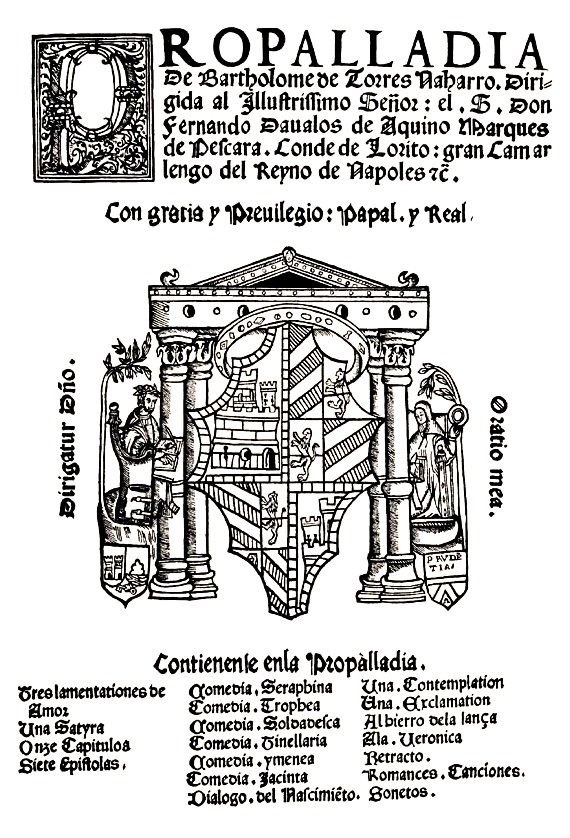
Propalladia

Bartolomé de Torres Naharro (* 1485 in Torre de Miguel Sesmero, Provinz Badajoz; † 1530) war ein spanischer Dichter und Dramatiker.

## Leben
Torres Naharro war sowohl Soldat als auch Priester. Torres Naharro geriet in maurische Gefangenschaft (Algier). Er trat nach seiner Priesterweihe in Rom in den Dienst von Kardinal Giulio de’ Medici, des zukünftigen Papstes Clemens VII., an dessen Hof die meisten seiner Werke entstehen. Seine Sammlung von sieben Theaterstücken, „Propalladia“, erschien 1517 in Neapel mit einem Vorwort, in dem er seine Ansichten über die verschiedenen Gattungen des Dramas niederlegte. Das bekannteste Stück, „Himenea“, gilt als das erste spanische Drama, in dem die Frage der Ehre behandelt wird. Seine Stücke sind reich im Ausdruck und enthalten viele obszöne Passagen. Aus ihnen spricht der kosmopolitische Geist der Hochrenaissance. Torres Naharro wird dadurch zum Vorläufer des Goldenen Zeitalters des spanischen Dramas im späten 16. Jahrhundert. Er hinterließ auch Gedichte, die den Ruhm des Vaterlandes und die Liebe besingen. Seine Werke wurden 1559 auf den Index gesetzt und verboten. Sie erschienen in „gereinigter“ Form im Jahre 1573.